# Семёнов, Николай Иванович (политик)
Николай Иванович Семёнов (1860, Петровск, Саратовская губерния — 1919, Саратов) — присяжный поверенный, депутат Государственной думы I созыва от Саратовской губернии.

## Биография
Окончил Саратовскую гимназию. Поступил на физико-математический факультет Петербургского университета, перешёл в Санкт-Петербургский технологический институт, где учился два года, вслед за тем — на юридический факультет Петербургского университета. В 1884 году был арестован, исключён из университета. 11 месяцев провёл в заключении без суда, после чего был привлечён к дознанию по делу «Союза молодёжи». 22 января 1886 г. по высочайшему повелению был выслан на 3 года в г. Петровск (ныне Махачкала) под гласный надзор полиции. В 1889 году вернулся из ссылки в Саратов. Работал частным учителем, давал уроки. В 1892 году сдал экстерном экзамены на юридическом факультете Казанского университета и вступил в корпорацию присяжной адвокатуры Саратовского судебного округа. Работал статистиком. В 1904—1905 годах находился под надзором полиции. Был заключён в Петропавловскую крепость на 5 месяцев.

### Внешность и характер
Небольшого роста, худой, с монгольским типом лица, с ровным, спокойным, но настойчивым характером, Н. И. Семёнов обладал недюжинным умом, был одним из самых уважаемых граждан города, и хотя не обладал эффектными ораторскими способностями, был популярен как один из лучших, тактичных защитников в серьёзных политпроцессах. Это был человек дела, а не одного слова.

### В Государственной Думе
14 апреля 1906 года был избран в Государственную думу I созыва от общего состава выборщиков Саратовского губернского избирательного собрания. Вошёл в Трудовую группу. Член комиссии по проверке прав членов Государственной думы, комиссии по составлению Наказа, комиссии о неприкосновенности личности, аграрной комиссии и по гражданскому равенству. Выступал в прениях по ответному адресу, о порядке занятий Государственной думы, о привлечении к уголовной ответственности Г. К. Ульянова, о правительственном сообщении по аграрному вопросу. Заявил с думской трибуны: «Мы не должны проповедовать насилия, но в то же время мы видим в революционном движении единственный исход из настоящего положения России». Не был утверждён в звании депутата Комиссией 3-го отдела Государственной думы.
10 июля 1906 года в г. Выборге подписал «Выборгское воззвание» и осуждён по ст. 129, ч. 1, п. п. 51 и 3 Уголовного Уложения, приговорён к 3 месяцам тюрьмы и лишён права быть избранным.
В июле — октябре 1906 года, после роспуска Государственной думы, был избран в состав Революционного комитета Трудовой группы. Выступал защитником на процессах по обвинению в принадлежности к Всероссийскому Крестьянскому союзу в Саратовской губернии.

### В 1917 году
В 1917 году, по одним сведениям, кадет, по другим — народный социалист.
12—15 августа 1917 года — участник Государственного совещания в Москве.
Был избран саратовским губернским комиссаром Временного правительства, этот «выбор <…> был встречен с полным удовлетворением большинством населения».
Мемуарист А. А. Минх вспоминал слова Семёнова, сказанные в то время: 

«Знаете, А. А., всю свою жизнь я мечтал об этом дне, и вот цель моей жизни достигнута, но, должен признать, не радостно у меня на душе, а тревога и грусть. Вы видели, что происходит в губкомитете, и это в первую же минуту, что же будет дальше, боюсь я за Россию, и чувствуется мне, что мы с вами не стерпим и отойдем, и скоро. Ну да ничего не поделаешь, черта пройдена, увидим, что даст ближайшее время, а пока — исполним каждый свой долг по нашему разумению».

## Смерть
Н. И. Семёнов, его жена и дочь — вся семья погибла от сыпного тифа в 1919—1920-х гг., причём санитары больницы, где лежал Н. И., узнав, кто он, запретили врачам его лечить и выбросили его с койки в коридор, где он и умер.

## Семья
Жена — София Дмитриевна урождённая Альман.
Дочь — София Николаевна
Сын — Александр Николаевич Семёнов (1894—1965), первый руководитель Севастопольского филиала Николаевского кораблестроительного института.